# Сторстремський міст
54°57′58″ пн. ш. 11°53′05″ сх. д. / 54.96601111° пн. ш. 11.88475556° сх. д.
Сторстремський міст (дан. Storstrømsbroen) — комбінований автомобільно/залізничний арковий міст, що перетинає протоку Сторстреммен між островами Фальстер і Маснеде в Данії.
Разом з Маснедсундським мостом він сполучає Фальстер і Зеландію. 
Міст був основним автомобільним сполученням між островами до відкриття мостів Фаре в 1985 році. 
Сторстремський міст досі є частиною залізничного сполучення між островами Лолланн, Фальстер і Зеландія та розташовується на залізничній лінії між Копенгагеном і Гамбургом, Німеччина.

## Історія
Міст був спроектований відділом мостів Danske Statsbaner (DSB), очолюваним Анкером Енгелунном і за сприяння данської компанії Christiani & Nielsen. 

Початкова проектна пропозиція описувала міст із двоколійною залізницею, трьома основними прогонами зі сталевою аркою та під’їзними прогонами з бетону. 

Восени 1932 року британська компанія «Dorman, Long & Co.» подала тендер на будівництво сталевого Сторстремського мосту. 
 
Оскільки запропонована пропозиція була не зовсім прийнятною, «DSB» підготував нову проектну пропозицію 
 , 
що було надано «Dorman, Long & Co.» без публічного тендеру. 

Контракт на виконання робіт був підписаний 13 травня 1933 року 

зі сталевою надбудовою, яку має побудувати «Dorman, Long & Co.», тоді як підконструкція та земляні роботи були передані «Christiani & Nielsen» як субпідряднику. 

Гай Манселл був призначений керуючим директором консорціуму. 

Сторстремський міст був відкритий королем Кристіаном X 26 вересня 1937 року; церемонію відвідали понад 40 000 осіб. 

Загальна вартість Сторстремського мосту склала 28,5 мільйона данських крон, або приблизно 41 мільйон данських крон, якщо врахувати Маснедсуннський міст і пов’язані з ним роботи з будівництва доріг і залізниці. 

### Занепокоєння
18 жовтня 2011 року компанія Banedanmark оголосила про негайне скасування залізничного руху через міст після того, як була виявлена тріщина в одному з прольотів. 

Подальше дослідження виявило загалом 11 тріщин завдовжки 170 — 550 мм. 

Одна з двох смуг також була частково закрита на час ремонту. 

21 листопада 2011 року міст відновив рух легкої залізниці, а 23 січня 2012 року — регулярне залізничне сполучення 

## Опис
Сторстремський міст має довжину 3199 м і ширину 9 м. 
Довжина трьох аркових прольотів становить 103,9 м, 137,8 м і 103,9 м відповідно. 

Центральний проліт має кліренс 26,0 м, що зменшується до 25,2 м у двох інших. 

Міжаркові кріплення побудовані як подвійна ферма Воррена. 

Всього міст має 50 прольотів. 
Конфігурація прольоту дещо незвичною 
 
з опорами, розміщеними поперемінно на 57,8 м і 62,2 м один від одного, а підвісні прольоти розміщені на довших прольотах. 

Ширина дорожнього настилу 5,6 м. 

Міст має 49 опор різної висоти, що простягаються до максимальної глибини води до 13,8 м. 

## Майбутнє
У рамках запланованого проекту Fehmarn Belt Fixed Link буде електрифіковано залізницю від Рінгстеда до Редбюгавна, а між Вордінгборгом і Редбюгавном також переобладнати одноколійну на двоколійну. 
Початкові плани залишали Сторстремський міст як виняток із двоколійної перебудови 
, 
але очікуване збільшення трафіку у поєднанні з виявленням поганого стану мосту призвело до рішення повністю замінити Сторстремський міст. 

## Заміна
Оскільки в 2011 році міст був у поганому стані, «Banedanmark» було доручено досліджувати різні довгострокові рішення. 
Їхня рекомендація полягала в тому, щоб побудувати новий міст, 
 
а в серпні 2012 року уряд Данії запропонував виділити кошти на будівництво нового мосту. 

Парламентська угода про будівництво заміни Сторстремського мосту була досягнута 21 березня 2013 року 
, 
а закон про будівництво був прийнятий 26 травня 2015 року. 

Новий міст курирує Vejdirektoratet і попередньо розроблено данськими компаніями COWI A/S, Dissing+Weitling і Hasløv & Kjærsgaard. 
У жовтні 2017 року було оголошено, що спільне підприємство італійських компаній Itinera, Condotte і Grandi Lavori Fincosit було обрано для будівництва мосту за проектом Studio de Miranda Associati. 

Новий міст буде однопілонним вантовим мостом з електрифікованою двоколійною залізницею, що дозволить розвивати швидкість 200 км/год, двома дорожніми смугами, що дозволять розвивати швидкість 80 км/год, і пішохідною та велосипедною доріжками. 

Планується, що він буде відкритий для дорожнього руху в 2022 році, а для залізничного — в 2023 році. 

 
Бюджет на будівництво нового мосту становить близько 2,1 мільярда данських крон 

із загального бюджет проекту близько 4,1 мільярда данських крон. 

Церемонія закладки нового мосту відбулася 27 вересня 2018 року 

Старий Сторстремський міст планується знести після завершення будівництва нового мосту. 